# 鮎貝城
鮎貝城（あゆかいじょう）は、出羽国置賜郡鮎貝（山形県西置賜郡白鷹町鮎貝）にあった日本の城（平山城）。本丸跡は白鷹町指定史跡に指定されている。

## 概要
城山（標高190メートル）の山頂から山腹にかけて築かれた鮎貝氏の居城である。1587年（天正15年）、城主の鮎貝宗信が最上氏と結んで伊達氏に謀反を企てたために討たれた。その後、宗信の弟である鮎貝宗定が家督を継ぐが、伊達政宗が豊臣秀吉により岩出山城に移封されると同行して鮎貝を去った。以降、鮎貝城は蒲生氏や上杉氏の支配下となり各大名家の重臣が入城した。現在、城址には本丸跡に鮎貝八幡宮が祀られており、遺構の土塁や堀を確認することができる。

## 遺構・復元施設
- 水堀と土塁
- 本丸跡の鮎貝八幡宮
- 鮎貝城復元模型 - 神社本殿の左側にある小さな社に展示されている。土塁に三層櫓と本丸御殿など。

## 文化財
- 鮎貝城本丸跡 - 1984年（昭和59年）1月11日、白鷹町指定史跡に指定[1]。

## 交通
- 山形鉄道フラワー長井線　四季の郷駅から徒歩約9分[3]
- 東北中央自動車道・米沢北ICから自動車で約25分
- 山形空港から自動車で約1時間
  - 鮎貝八幡宮参拝者駐車場